# Clinostigma
Clinostigma é um género botânico pertencente à família Arecaceae.

## Espécies
- Clinostigma carolinense (Becc.) H.E.Moore & Fosberg
- Clinostigma collegarum J.Dransf.
- Clinostigma gronophyllum H.E.Moore
- Clinostigma exorrhizum (H.Wendl.) Becc.
- Clinostigma haerestigma H.E.Moore
- Clinostigma harlandii Becc.
- Clinostigma onchorhynchum Becc.
- Clinostigma ponapense (Becc.) H.E.Moore & Fosberg
- Clinostigma samoense H.Wendl.
- Clinostigma savoryanum (Rehder & E.H.Wilson) H.E.Moore & Fosberg
- Clinostigma warburgii Becc.